# Edição de áudio

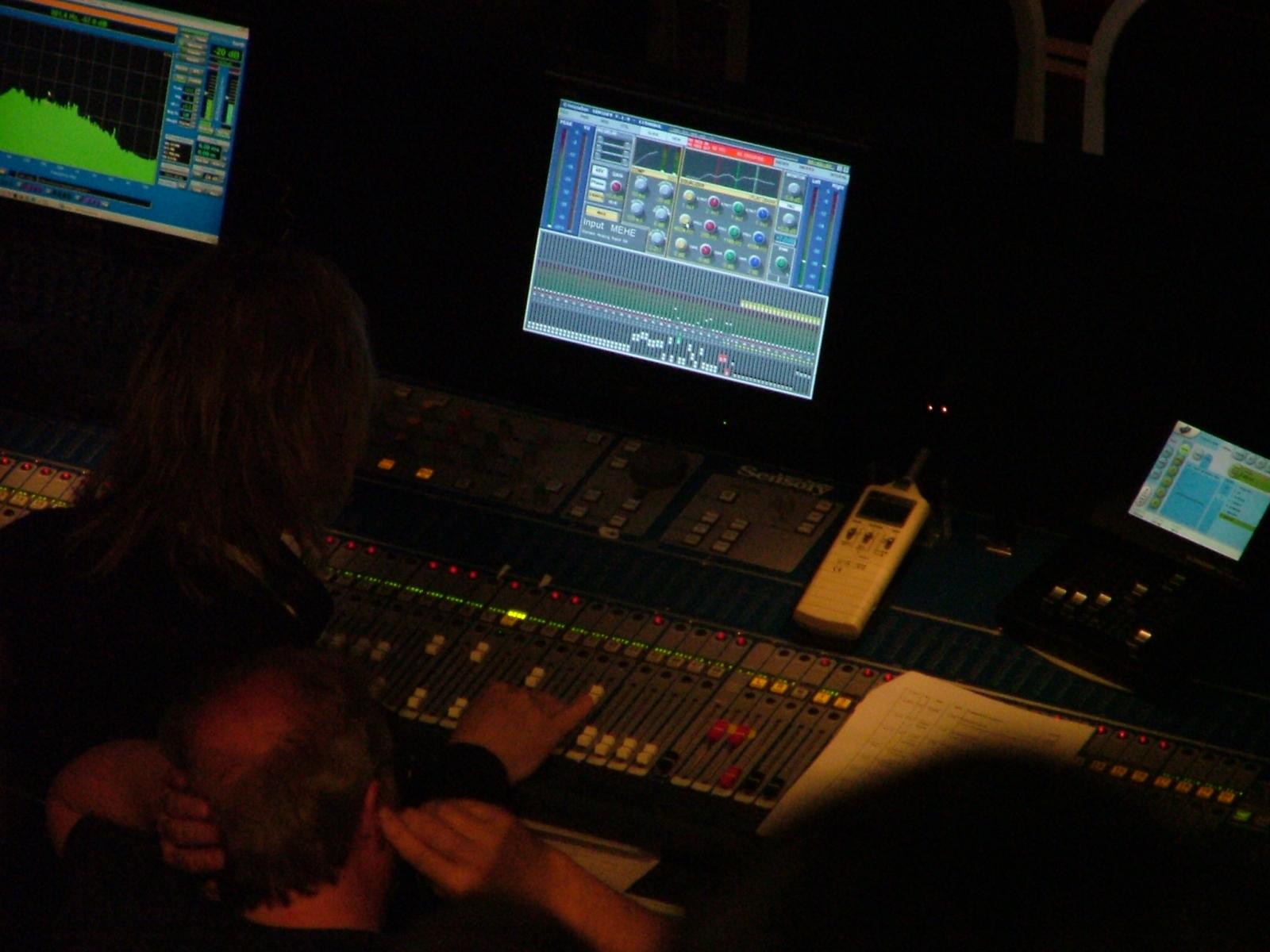
Edição digital

A edição de áudio é um trabalho técnico e perceptivo, que visa a organização de materiais gravados para a produção de uma faixa sonora. Destina-se à criação de CDs de bandas, jingles, demos para grupos, narrações de vídeos, dublagens, mixagem de trilhas, produção de spots de rádio, retirada do áudio de um filme ou criação de sons para vídeo-games entre outras aplicações profissionais. 
Os estúdios podem utilizar aparelhagem analógica, digital ou híbrida.